# Pseudocricetodontinae
Pseudocricetodontinae — вимерла підродина мишоподібних гризунів. Виникла наприкінці еоцена та існувала до середини міоцена. Викопні рештки представників підродини знайдені в Європі, Китаї, Монголії, Пакистані та Уганді.

## Роди
- Adelomyarion
- Cincamyarion
- Edirnella
- Heterocricetodon
- Adelomyarion
- Cincamyarion
- Edirnella
- Heterocricetodon
- Kerosinia
- Latocricetodon
- Lignitella
- Oxynocricetodon
- Pseudocricetodon
- Raricricetodon
- Ulaancricetodon
- Kerosinia
- Latocricetodon
- Lignitella
- Oxynocricetodon
- Pseudocricetodon
- Raricricetodon
- Ulaancricetodon